# Ceratocanthus quadristriatus
Ceratocanthus quadristriatus är en skalbaggsart som beskrevs av Renaud Maurice Adrien Paulian och Vaz-de-mello 1998. Ceratocanthus quadristriatus ingår i släktet Ceratocanthus och familjen Hybosoridae. Inga underarter finns listade i Catalogue of Life.